# Coniochaeta sordaria
Coniochaeta sordaria är en svampart som först beskrevs av Elias Fries, och fick sitt nu gällande namn av Franz Petrak 1953. Coniochaeta sordaria ingår i släktet Coniochaeta och familjen Coniochaetaceae.  Arten är reproducerande i Sverige. Inga underarter finns listade i Catalogue of Life.